# Objeto de gran altitud sobre Yukón de 2023
El 11 de febrero de 2023, el primer ministro canadiense, Justin Trudeau, ordenó el derribo de un objeto volador no identificado (OVNI) que se encontraba a una altitud de 40 000 pies (12 190 metros) sobre Yukón, Canadá. Según Trudeau, el Mando Norteamericano de Defensa Aeroespacial (NORAD) supervisó el vuelo del objeto, y desplegó aeronaves de combate de estadounidenses y canadienses para interceptarlo, dos Lockheed Martin F-22A Raptor pertenecientes a la Fuerza Aérea de los Estados Unidos, asignados a la Base Conjunta Elmendorf-Richardson, que contaron con el apoyo de aeronaves de reabastecimiento en vuelo y monitorearon el comportamiento del objeto sobre el espacio aéreo de los Estados Unidos, y posteriormente aeronaves de combate McDonnell Douglas CF-188 Hornet y de patrulla Lockheed CP-140 Aurora de la Real Fuerza Aérea Canadiense, que se unieron a los esfuerzos de monitorear el objeto tras su ingreso a territorio canadiense.
Posteriormente, el Mando Norteamericano de Defensa Aeroespacial (NORAD) le autorizó a uno de los dos F-22 que derribara el objeto, marcando la tercera victoria aérea del caza estadounidense a lo largo de su historia operacional. Tras ello, las Fuerzas Armadas Canadienses fueron encomendadas para la recolección y análisis de los restos. El objeto también será investigado por la Real Policía Montada de Canadá, y la Oficina Federal de Investigaciones (FBI) de los Estados Unidos.
El incidente se produjo un día después de que un objeto a gran altitud sobre Alaska también fuera derribado, y a su vez una semana después del incidente del globo chino de 2023.